# Jacob Redenfors
Jacob Otto Gustaf Redenfors, född 30 april 2004 är en svensk fotbollsspelare (mittfältare) som spelar för Tvååkers IF i Ettan Södra.

## Karriär
Jacob Redenfors moderklubb är Träslövsläge IF. Som 15-åring gjorde han flytten till Varbergs BoIS.
Tre år senare fick Redenfors A-lagsdebutera i träningsmatchen mot Norrby IF den 16 juni 2022. Knappt två veckor senare signerade han sitt första A-lagskontrakt med Varbergs BoIS. Senare samma sommar kom också den allsvenska debuten, då han hoppade in den avslutande halvtimmen i 0-3-förlusten mot Hammarby IF den 25 juli 2022. Framträdandet blev hans enda i Allsvenskan det året. Hösten 2022 matchades Redenfors istället i samarbetsklubben Varbergs GIF i division 2, vilka han även lånades ut till säsongen 2023.
I januari 2024 värvades Redenfors av Tvååkers IF, där han skrev på ett ettårskontrakt.

## Statistik
| Klubb              | Säsong             | Liga                       | Liga    | Liga | Nationell cup | Nationell cup | Internationell cup | Internationell cup | Övrigt  | Övrigt | Totalt  | Totalt |
| Klubb              | Säsong             | Division                   | Matcher | Mål  | Matcher       | Mål           | Matcher            | Mål                | Matcher | Mål    | Matcher | Mål    |
| ------------------ | ------------------ | -------------------------- | ------- | ---- | ------------- | ------------- | ------------------ | ------------------ | ------- | ------ | ------- | ------ |
| Varbergs BoIS      | 2022               | Allsvenskan                | 1       | 0    | 1             | 0             | -                  | -                  | -       | -      | 2       | 0      |
| Varbergs GIF       | 2022               | Division 2 Västra Götaland | 10      | 3    | 0             | 0             | -                  | -                  | -       | -      | 10      | 3      |
| Varbergs GIF       | 2023               | Division 2 Västra Götaland | 21      | 2    | 0             | 0             | -                  | -                  | -       | -      | 16      | 2      |
| Totalt             | Totalt             | Totalt                     | 31      | 5    | 0             | 0             | 0                  | 0                  | 0       | 0      | 31      | 5      |
| Tvååkers IF        | 2024               | Ettan Södra                | 25      | 0    | 2             | 0             | -                  | -                  | -       | -      | 27      | 0      |
| Totalt i karriären | Totalt i karriären | Totalt i karriären         | 57      | 5    | 3             | 0             | 0                  | 0                  | 0       | 0      | 60      | 5      |